# サラ・フォーブス・ボネッタ
サラ・フォーブス・ボネッタ（Lady Sara Forbes Bonetta, 1843年 – 1880年8月15日）は、西アフリカのエグバド族のオモバ（王族）であった女性である。彼女は、部族間の戦争の際に孤児になり、奴隷として売られた。そして、いくつかの出来事が絡み合い、奴隷の身分から解放され、大英帝国のヴィクトリア女王と名目上の親子の関係になった。のちに、ラゴスの裕福な慈善家、キャプテン・ジェイムズ・ピンソン・ラビュロウ・デイヴィーズと結婚した。

## 前半生
サラの元々の名前は「アイナ」（Aina）といい、1843年にエグバド族の村、オケ＝オダン（Oke-Odan）で生まれた。1848年にオケ＝オダンはダホメ王国の軍隊の襲撃を受けた。交戦中にサラは父母を失い、最終的にダホメの王、ゲゾの宮廷に奴隷として仕えることとなった。彼女を捕まえたダホメ人たちが彼女を人身御供として神に捧げようとしていたところ、英国海軍のキャプテン・フレデリック・E・フォーブスにより助けられた。フォーブスは、ゲゾ王に「黒人の王から白人の女王への贈り物としてぴったりですよ（"She would be a present from the King of the Blacks to the Queen of the Whites,"）」と吹き込み、ヴィクトリア女王に与えるつもりにさせた。フォーブスはのちにこう書き記している。「彼女にサラ・フォーブス・ボネッタという名前を付けた。ボネッタは軍艦ボネッタ号（ HMS Bonetta ）から取ったものだ。」ヴィクトリア女王は、幼い王女の類い稀なる知性に感銘を受け、王女をイギリスの中流階級に引き上げるとともに教子（goddaughter）にすることとした。1851年にサラは、咳がいつまでも続くようになってしまった。これはグレイト・ブリテン島の気候が原因と考えられている。同年の5月、サラ8歳の時に、彼女はアフリカの寄宿学校に送られた。しかしながら、幸せではなく、1855年、サラ12歳の時にイングランドに戻った。1862年1月には、ヴィクトリア女王の娘、アリス王女の結婚式に招かれ、出席している。

## 結婚と子どもたち
その後サラは、ヴィクトリア女王の裁可によってキャプテン・ジェイムズ・ピンソン・ラビュロウ・デイヴィーズと結婚することになった。結婚の準備のためにイースト・サセックス州のブライトンに少しの期間滞在した後、1862年8月にブライトンにある聖ニコラス教会で挙式した。その後ブライトンでは、モンペリエ地区のクリフトン・ヒル17番地に住んだ。夫キャプテン・デイヴィーズは、ヨルバ人の商人で、かなりの財産を持っていた。結婚後に夫妻は生まれ故郷のアフリカに移り住み、そこで3人の子ども、ヴィクトリア（1863年生）、アーサー（1871年生）、ステラ（1873年生）をもうけた。サラ・フォーブス・ボネッタはヴィクトリア女王との親しい関係を保ち続けた。たとえば、ラゴスで暴動が起きた際に英国海軍が黒人の市内立ち入りを禁じたときであっても、サミュエル・アジャイ・クロウザー司教とサラは例外であった。ヴィクトリア女王は、サラの娘ヴィクトリア・デイヴィーズの代母ともなった。娘ヴィクトリアは、ラゴスの医師、ジョン・K・ランドルと結婚した。サラと娘ヴィクトリアの子孫の大多数が現在はイギリスとシエラレオネに居住している。そのグループとは離れて暮らしているが、貴族身分を受け継いだラゴスのランドル家は、現代ナイジェリアにおいて有力な一族であり続けている

## 死去
サラ・フォーブス・ボネッタは、1880年8月15日に、ポルトガル領のマデイラ諸島の中心地、フンシャルで、結核のため、死去した。寡夫キャプテン・デイヴィーズは、西ラゴスにあるイジョン（Ijon）という村に8フィートを超える高さの御影石のオベリスクを建て、彼女を追悼した。イジョンは彼がカカオ農園を始めた場所である。オベリスクには以下のような文言が彫り刻まれている。
| IN MEMORY OF PRINCESS SARAH FORBES BONETTA         |
| WIFE OF THE HON J.P.L. DAVIES                      |
| WHO DEPARTED THIS LIFE AT MADEIRA AUGUST 15TH 1880 |
| AGED 37 YEARS                                      |